# Tristachya lualabaensis
Tristachya lualabaensis är en gräsart som först beskrevs av De Wild., och fick sitt nu gällande namn av James Bird Phipps. Tristachya lualabaensis ingår i släktet Tristachya och familjen gräs. Inga underarter finns listade i Catalogue of Life.